# Namazga
Namazga, noto anche come Namazga-Tepe o Namazga-Depe, è un sito archeologico dell'età del bronzo, parte del complesso archeologico battriano-margiano in Turkmenistan, circa 100 km a est di Aşgabat, vicino al confine con l'Iran. Scavato da Vadim Mikhailovich Masson, Viktor Sarianidi e Khlopin dagli anni '50, il sito ha stabilito la cronologia dei siti dell'età del bronzo in Turkmenistan (Namazga III-VI).
La cultura Namazga è stata preceduta nell'area dalla cultura Jeitun.

## Cronologia
Si ritiene che la cultura Anau del Turkmenistan preceda notevolmente la cultura Namazga nell'area. Il periodo Namazga I (4000 a.C. - 3500 a.C. circa), è considerato contemporaneo al periodo Anau IB2.
Namazga III (c. 3200 a.C. – 2800 a.C.) come insediamento di villaggio nella fase tardo calcolitica, e Namazga IV (c. 2800 a.C. – 2400 a.C.) come sito proto-urbano, appartengono entrambi all'era della tarda regionalizzazione.
Namazga V (c. 2400 a.C. – 2000 a.C.), è datato alla cosiddetta "età dell'integrazione" o periodo della "rivoluzione urbana", seguendo il modello anatolico con poca o nessuna irrigazione. Namazga emerge come la produzione e il probabile centro governativo, coprendo circa 60 ettari, con Altin-Tepe probabilmente una capitale secondaria. Intorno al 1600 a.C., Altyndepe viene abbandonata e Namazga si riduce a una frazione delle sue dimensioni precedenti.
Namazga VI nella tarda età del bronzo (1800 a.C. – 1500 a.C. circa), come parte dell'era della localizzazione è caratterizzata dall'incursione di pastori nomadi della cultura Alekseyevka e/o della cultura Srubna.
Ci sono state anche ceramiche dipinte dettagliate situate in questo sito.
La tabella seguente chiarisce la cronologia della cultura Namazga.
| Periodo                                        | Date                  |
| ---------------------------------------------- | --------------------- |
| Neolitico di tipo Jeitun                       | 6200–5000 a.C.        |
| Proto-Calcolitico (Anau Ia)                    | 5200 a.C. – 4800 a.C. |
| Primo Calcolitico (Namazga I)                  | 4800 a.C. – 4000 a.C. |
| Calcolitico medio (Namazga II)                 | 4000 a.C. – 3500 a.C. |
| Tardo-Calcolitico (Namazga III)                | 3500 a.C. – 3000 a.C. |
| Bronzo antico (Namazga IV)                     | 3000 a.C. – 2500 a.C. |
| Bronzo Medio (Namazga V)                       | 2500 a.C. – 2200 a.C. |
| Tardo bronzo (Namazga VI)                      | 2200 a.C. – 1500 a.C. |
| Tardo bronzo (margiano, fase Gonur)            | 2200 a.C. – 1800 a.C. |
| Tardo Bronzo (fase Margiana, Togolok)          | 1800 a.C. – 1500 a.C. |
| Ferro antico (Yaz I)                           | 1500 a.C. – 1100 a.C. |
| Dehistan arcaico (Turkmenistan sudoccidentale) | 1300 a.C. – 500 a.C.  |
| Pre-achemenide e achemenide (Yaz II-III)       | 1100 a.C. – 329 a.C.  |